# فرانچسکو زامپانو
فرانچسکو زامپانو (انگلیسی: Francesco Zampano؛ زادهٔ ۳۰ سپتامبر ۱۹۹۳) بازیکن فوتبال اهل ایتالیا است.
از باشگاه‌هایی که در آن بازی کرده‌است می‌توان به باشگاه فوتبال هلاس ورونا، باشگاه فوتبال ویرتوس انتلا، باشگاه فوتبال اودینزه، باشگاه فوتبال سمپدوریا، باشگاه فوتبال دلفینو پسکارا، و باشگاه فوتبال یووه استابیا اشاره کرد.
وی همچنین در تیم‌های ملی فوتبال زیر ۱۹ سال ایتالیا و زیر ۲۰ سال ایتالیا بازی کرده‌است.